# أنجيلا ماريا إسبينوزا
أنجيلا ماريا إسبينوزا (بالإسبانية: Ángela María Espinosa)‏ هي مبارزة بالسيف كولومبية، ولدت في 4 يناير 1974 في مدينة كالي في كولومبيا.

## وصلات خارجية
- أنجيلا ماريا إسبينوزا على موقع الاتحاد الدولي للمبارزة (الإنجليزية)
- أنجيلا ماريا إسبينوزا على موقع أوليمبيديا (الإنجليزية)